# Boetarca
Il boetarca (dal greco antico βοιωτάρχης, boiōtárchēs) era il governatore e capo delle truppe delle regioni amministrate dai cartaginesi.
Le due regioni erano Libia e Sardegna.